# Diocèse de Joliet
Le diocèse de Joliet (Dioecesis Joliettensis in Illinois) est un siège de l'Église catholique aux États-Unis, suffragant de l'archidiocèse de Chicago. En 2016, il comptait 600 836 baptisés pour 1 916 531 habitants. 

## Territoire

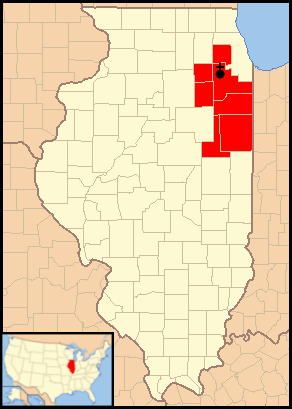
Emplacement du diocèse.

Le diocèse englobe sept comtés de la partie orientale de l'État de l'Illinois : DuPage, Kankakee, Will, Grundy, Ford, Iroquois et Kendall.
Le siège épiscopal se trouve à Joliet, à la cathédrale Saint-Raymond-Nonnat. Le diocèse comprend aussi deux sanctuaires nationaux : Sainte-Thérèse (National Shrine of St. Therese) à Darien, et Sainte-Marie-Immaculée-Reine-de-l'Univers (National Shrine of Mary Immaculate, Queen of Universe) à Lombard.
Le territoire s'étend sur 10 920 km2. Il est subdivisé en 119 paroisses.

## Histoire
Le diocèse est érigé le 11 décembre 1948 par la bulle Ecclesiarum circumscriptiones de Pie XII, recevant son territoire de l'archidiocèse de Chicago, du diocèse de Peoria et du diocèse de Rockford.
Le 16 juillet 1951, le pape Pie XII a proclamé par la lettre apostolique Non ita pridem, saint François Xavier patron principal du diocèse.

## Ordinaires
- Martin Dewey McNamara † (17 décembre 1948 - 23 mai 1966)
- Romeo Roy Blanchette † (19 juillet 1966 - 30 janvier 1979)
- Joseph Leopold Imesch † (30 juin 1979 - 16 mai 2006)
- James Peter Sartain (16 mai 2006 - 16 septembre 2010 nommé archevêque de Seattle)
- Robert Daniel Conlon, (17 mai 2011 - 4 mai 2020, en retrait pour raisons médicales à partir du 27 décembre 2019[2])
  - Richard Pates, évêque émérite de Des Moines, administrateur apostolique (27 décembre 2019 - 13 juillet 2020)
- Ronald Aldon Hicks (en) (depuis le 13 juillet 2020)

## Statistiques
Le diocèse comptait en 1980 un nombre de 411 000 baptisés pour 1 191 000 habitants (34,5 %), servis par 394 prêtres (192 séculiers et 202 réguliers), 36 diacres permanents, 322 religieux et 1 104 religieuses dans 111 paroisses.  
Le diocèse comptait à la fin de l'année 2016 pour une population de 1 916 531 habitants un nombre de 600 836 baptisés, correspondant à 31,4 % du total. Ils sont servis par 280 prêtres (169 séculiers et 111 réguliers), 208 diacres permanents, 168 religieux et 428 religieuses dans 119 paroisses.